# Kuolema
Kuolema, op. 44 est une œuvre musicale composée par Jean Sibelius et originellement destinée à accompagner la pièce du même titre d'Arvid Järnefelt, qui fut créée le 2 décembre 1903 à Helsinki. Le titre signifie « La Mort » en finnois. 
L'œuvre est surtout connue pour la Valse triste, un des morceaux les plus célèbres de Sibelius, qu'il remania à plusieurs reprises pour l'éditer à part en tant qu'opus 44 no 1.

## Présentation de l'œuvre
Le travail de Sibelius est découpé en six extraits, destinés à ponctuer les moments forts de la pièce de Järnefelt. 
1. Tempo di valse lente - Poco risoluto (« Valse triste », Acte I)
2. Moderato (Air de Paavali : 'Pakkanen puhurin poika', pour baryton solo, Acte II)
3. Moderato assai - Moderato (Air d'Elsa : 'Eilaa, eilaa', pour soprano solo) - Poco adagio (Acte II)
4. Andante (« Scène de grues », Acte II)
5. Moderato (Acte III)
6. Andante ma non tanto (Acte III)